# Aleksandrs Anufrijevs
Aleksandrs Anufrijevs (Riga, 8 januari 1984) is een Lets voetbalscheidsrechter. Hij was in dienst van FIFA en UEFA tussen 2012 en 2023. Ook leidt hij wedstrijden in de Virslīga.
Op 30 juni 2011 floot Anufrijevs zijn eerste wedstrijd in de UEFA Europa League. ÍB Vestmannaeyja en St. Patrick's Athletic troffen elkaar in de eerste ronde (2–1). In dit duel deelde de Letse leidsman vijf gele kaarten uit.

## Interlands
| Datum            | Plaats             | Wedstrijd              | Uitslag | Competitie             | Kreeg geel | Kreeg voor de tweede keer geel en dus rood | Weggestuurd |
| ---------------- | ------------------ | ---------------------- | ------- | ---------------------- | ---------- | ------------------------------------------ | ----------- |
| 31 mei 2014      | Ventspils, Letland | Finland – Estland      | 2 – 0   | Vriendschappelijk      | 1          | 0                                          | 0           |
| 25 maart 2015    | Tbilisi, Georgië   | Georgië – Malta        | 2 – 0   | Vriendschappelijk      | 1          | 0                                          | 0           |
| 29 mei 2016      | Klaipéda, Litouwen | Litouwen – Estland     | 2 – 0   | Vriendschappelijk      | 3          | 0                                          | 0           |
| 5 september 2020 | Gibraltar          | Gibraltar – San Marino | 1 – 0   | Nations League 2020/21 | 3          | 0                                          | 0           |
| 11 november 2020 | Vilnius, Litouwen  | Litouwen – Faeröer     | 2 – 1   | Vriendschappelijk      | 2          | 0                                          | 0           |
| 1 juni 2021      | Vilnius, Litouwen  | Litouwen – Estland     | 0 – 1   | Vriendschappelijk      | 4          | 0                                          | 0           |
| 15 november 2021 | Vilnius, Litouwen  | Litouwen – Koeweit     | 1 – 1   | Vriendschappelijk      | 6          | 0                                          | 0           |